# Рог (Вышневолоцкий район)
Рог — деревня в Вышневолоцком городском округе Тверской области.

## География
Находится в центральной части Тверской области на расстоянии приблизительно 16 км по прямой на север-северо-восток от города Вышний Волочёк.

## История
Была отмечена на карте 1825 года. В 1859 году здесь (деревня Вышневолоцкого уезда) было учтено 14 дворов. До 2019 года входила в состав ныне упразднённого Сорокинского сельского поселения Вышневолоцкого муниципального района.

## Население
Численность населения составляла 99 человек (1859 год), 9 (русские 100 %) в 2002 году, 5 в 2010.